# Kenny Saief
Kenneth Saief est un footballeur israélo-americain, né le 17 décembre 1993. Depuis janvier 2024, il évolue au Maccabi Haïfa.

## Enfance
Saief est né à Panama City (Floride), aux États-Unis, de parents Druzes israéliens et déménage en Israël à l'âge de trois ans[réf. nécessaire].

## Biographie

### En club
Saief a commencé sa carrière professionnelle avec Bnei Sakhnin en 2011, avant d'être transféré à Hapoël Haïfa une saison plus tard. L'année suivante, il s'installe à Hapoël Ironi Kiryat Shmona et atteint la finale de la Coupe d'Israël. Saief a fait seulement deux apparences cependant, ce qui a entraîné un transfert à l'Hapoël Nir Ramat Ha-Sharon. Là, il a gagné plus de possibilités de jouer.
Saief a attiré l'attention de l'équipe belge de Pro League, La Gantoise, qui l'a signé pour un contrat de trois ans le 8 août 2014.

### En équipe nationale
En 2017, Saief choisit de représenter les États-Unis en déclinant l'appel de la sélection d'Israel. Il joue sa première sélection le 1er juillet 2017 en faveur des États-Unis en rentrant en fin de match par Bruce Arena contre le Ghana, une victoire americaine de 2-1

## Palmarès
La Gantoise
- Champion de Belgique en 2015
- Vainqueur de la Supercoupe de Belgique en 2015